# 5749 Urduja
5749 Urduja eller 1991 FV är en asteroid i huvudbältet som upptäcktes den 17 mars 1991 av den amerikanska astronomen Eleanor F. Helin vid Palomarobservatoriet. Den är uppkallad efter Urduja.
Asteroiden har en diameter på ungefär 13 kilometer och den tillhör asteroidgruppen Eos.